# Watsonia fergusoniae
Watsonia fergusoniae är en irisväxtart som beskrevs av Harriet Margaret Louisa Bolus. Watsonia fergusoniae ingår i släktet Watsonia och familjen irisväxter. Inga underarter finns listade i Catalogue of Life.